# 山本小百合 (柔道)
山本 小百合（やまもと さゆり、1990年7月23日 - ）は、熊本県出身の日本の柔道家である。階級は63kg級。身長163cm。血液型A型。段位は弐段。組み手は右組み。得意技は背負投。

## 経歴
柔道は6歳の時に鹿本町武道館で始めた。阿蘇高校に進むと、監督の松岡静也の指導の下で力を付けていった。2年の時には高校選手権の団体戦で、後に世界選手権の78kg級で2位になる同級生の緒方亜香里とともに活躍して優勝を飾り、最優秀選手にも選ばれた。3年の時には都道府県対抗全日本女子柔道大会に熊本県代表で出場して優勝を飾った。インターハイの個人戦63kg級では2位にとどまったが、団体戦では緒方とともに活躍してチームの優勝に貢献した。国体少年女子の部でも緒方とともに熊本県の優勝に貢献した。2009年には緒方とともに筑波大学へ進学すると、1年の時には全日本ジュニアの決勝で相原中学3年の田代未来を技ありで破って優勝した。世界ジュニアでは準決勝まで全て一本勝ちすると、決勝でも背負投で一本に近い技ありを取って、78kg級で優勝した緒方とのアベック優勝を果たした。続く学生体重別団体でも緒方とともにチームの優勝に貢献した。グランドスラム・東京では準決勝でコマツの谷本育実にGSに入ってから0-3の判定で敗れるも3位となった。以降、際立った活躍は見られなかった。2013年には「つくばユナイテッド」の所属となると、実業団体2部で2位、実業個人選手権の57kg級で5位となった。現在は茗溪学園寮で日中働いている。

## 戦績
- 2008年 - 高校選手権 優勝
- 2008年 - フランスジュニア国際 5位
- 2008年 - 都道府県対抗全日本女子柔道大会 優勝
- 2008年 - インターハイ 個人戦 2位 団体戦 優勝
- 2008年 - 全日本ジュニア 5位
- 2008年 - 国体 少年女子の部 優勝
- 2009年 - フランスジュニア国際 優勝
- 2009年 - 優勝大会 5位
- 2009年 - 全日本ジュニア 優勝
- 2009年 - 世界ジュニア 優勝
- 2009年 - 学生体重別団体 優勝
- 2009年 - グランドスラム・東京 3位
- 2010年 - 優勝大会 5位
- 2011年 - 優勝大会 5位
- 2013年 - 実業団体 2部 2位
- 2013年 - 実業個人選手権 5位(57kg級)

（出典、JudoInside.com）。